# Атакама (розломна зона)

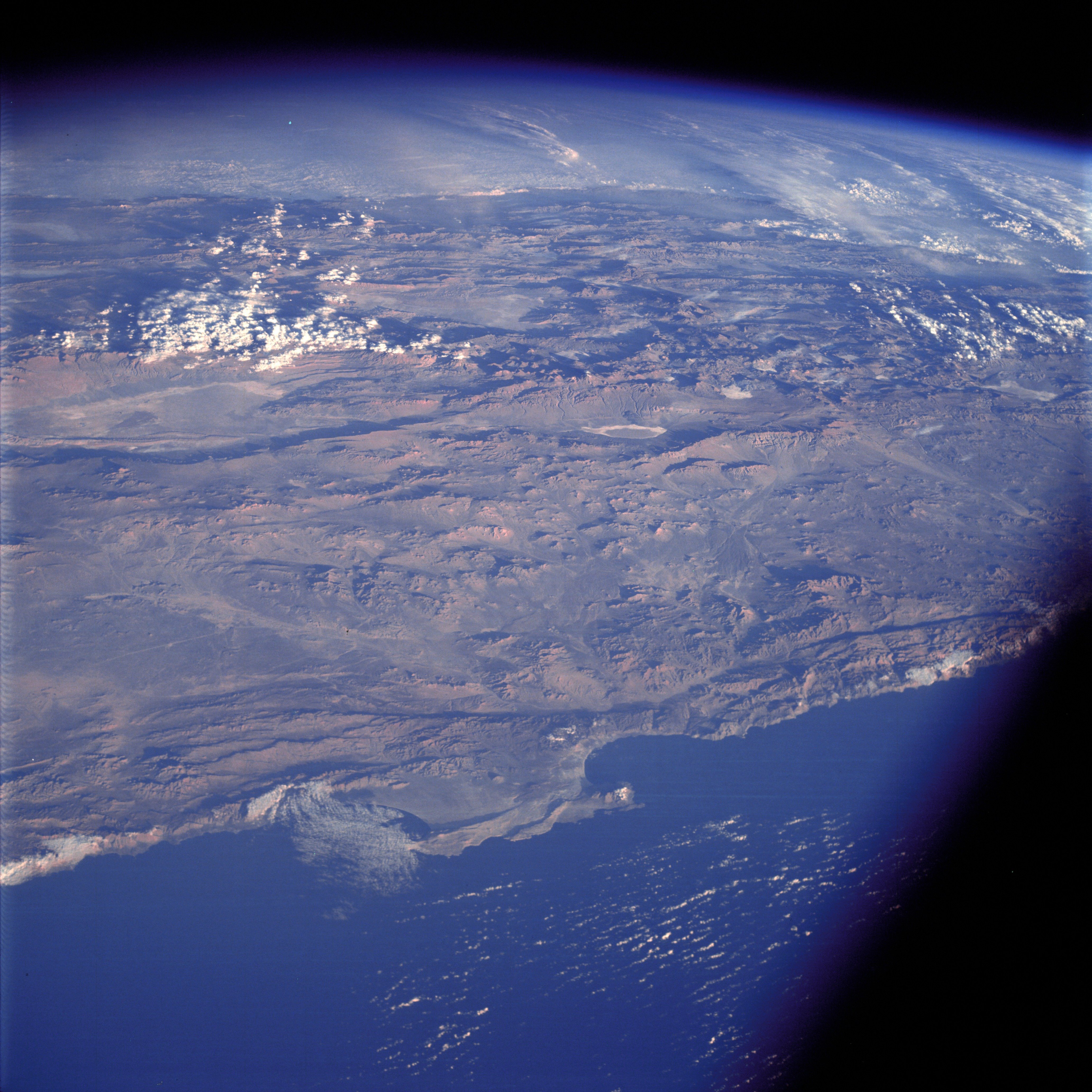
Супутниковий знімок, на якому показано пустелю Атакама та розлом Атакама паралельно узбережжю біля Антофагасти та півострова Мехільонес

Розломна зона Атакама — це обширна система розломів, що перетинає Чилійські прибережні хребет на півночі Чилі між гірським хребтом Анд і Тихим океаном. Система розломів спрямована з півночі на південь і простягається понад 1100 км на північ і до 50 км завширшки через область переддуги Анд. Зона є прямим результатом триваючого субдукції плити Наска, що рухається на схід, під Південноамериканську плиту, і вважається, що вона утворилася в ранньому юрському періоді на початку Андського орогенезу (горотворення). Зону можна розділити на 3 регіони: Північний, Центральний і Південний.

## Тектонічна історія та формування
Розломна зона Атакама пройшов через періоди неактивності та відновлення з моменту свого створення в крейдяному періоді. Серія розломів утворилася серії тектонічних подій, що датуються ранньою юрою, у час коли задуговий басейн Анд відокремився від Тихого океану. Внутрішньодугова пластична деформація відбулася в пізній юрі, утворюючи мілонітові зони зсуву на північ. Пояс утворився через у результаті стиснення на початку крейдяного періоду з подальшим стисненням фундаменту Анд у середині крейдяного періоду. Існував режим розтягнення від олігоцену до міоцену, і, нарешті, від міоцену до сьогодення відбулися великі крихкі реактивації розломної зони.

## Регіональна геологія
Розломна зона проходить через Чилійські прибережні Кордильєри через витягнуті террейни з юрського до раннього крейдяного періоду з півночі на південь. Регіон утворився в результаті дугового магматизму і складається переважно з андезитових туфів і лав з великими діоритовими батолітами. У східних відгалуженнях розлому порфірово-мідні родовища крейдяного віку пов'язані з інтрузіями (штокам) діориту та дациту. Ці мідно-порфірові родовища маловідомі, тому є можливими новими цілями для видобутку міді. Окремі ділянки згаданої магматичної провінції перекриті террейнами континентальних уламкових порід і морських вапняків. Минула та недавня активність розломів переробила деякі навколишні породи, утворюючи області пластично деформованих порід, які можна класифікувати на два типи: крейдяні плутонічні породи (тоналіти), деформовані в зеленосланцевих умовах і метаморфічні породи з юрських вулканів, які включають інтрузивні породи (діорити, габро і тоналіти), а також палеозойські грауваки, що утворилися в умовах середньоамфіболітової фації.
Від Чаньяраль на південь система розломів збігається за своєю протяжністю з Чилійським залізним поясом, сукупністю родовищ залізної руди, що простягається аж до Ель-Ромераль поруч із Ла-Серена. Вважається, що розлом Атакама діяв як «транскоровий» розлом, який дозволив збагаченій залізом магмі мігрувати з місця свого походження в мантії Землі до мілководдя кори, досягаючи поверхні під час вулканічних вивержень і сформувати оксиди заліза. Порода, що утворюється після охолодження цих магм, є породою з апатитом та оксидом заліза.

## Механіка розломів
Завдяки режиму розтягнення, що формує регіон, у системі переважають звичайні розломи, більшість яких простягаються з півночі на південь і опускаються приблизно на 60 градусів на схід.
Загальне простягнення системи розломів північно-південне, хоча активність розломів різна між 3 регіонами розломної зона Атакама. Північний регіон охоплює головний розлом Салар-дель-Кармен, який розділяє регіон на західний домен із великими активними розломами від N160 до N170 та східний домен із переважно неактивними розломами, перекритими четвертинними відкладами. У центральному регіоні Прибережний хребет обмежений розломом Рем'єндо, що простягається на півночі, з уступами стародавніх розломів у східній частині регіону. У південному регіоні Прибережний хребет обмежений розломом Ель-Саладо, який тягнеться на північ і порізаний на півночі яскравими розломами N130.